# Syndicat national de la librairie ancienne et moderne
 (avril 2018).
Le Syndicat national de la librairie ancienne et moderne (SLAM), est l'association professionnelle nationale des libraires de livres anciens en France. Elle a été créée en 1914. 

## Rôle
Son objectif principal est de sensibiliser le public au monde du livre ancien. Le SLAM est le seul représentant officiel du commerce des livres anciens, manuscrits et autographes en France. Il joue un rôle actif dans le maintien des relations avec l'administration publique, le Ministère de la Culture, ainsi qu'avec les autres organisations liées au livre en général. Ses activités sont  orientées vers la promotion du livre comme objet de culture et l'amélioration de la connaissance du public de la bibliophilie, des livres rares, des autographes et des manuscrits.
Le SLAM compte environ 250 libraires spécialisés, marchands d'autographes, de cartes et de manuscrits, dont les connaissances et le professionnalisme sont encadrés par des règles strictes d'admission. Par conséquent, ils sont des experts dans leurs domaines, et participent ainsi à la transmission de la connaissance de l'écrit et à la préservation de la culture.

## Manifestations organisées
Le SLAM organise chaque année à Paris un Salon International du livre rare au Grand Palais, manifestation qui réunit près de 100 libraires internationaux, et attire un public très nombreux. Depuis 1998, le SLAM attribue aussi tous les ans un Prix français de la bibliographie et de l'histoire du livre, récompensant un ouvrage consacré à la promotion du livre.

## Un membre fondateur de la LILA
Le SLAM est membre fondateur en 1947 de la Ligue internationale de la Librairie Ancienne (LILA), une fédération d'associations professionnelles de libraires de livres anciens qui réunit aujourd'hui 22 pays et s'exprime au nom de 2 000 libraires de premier plan dans le monde. La LILA (ILAB) parraine les grandes foires internationales de livres rares dans le monde, et remet tous les 4 ans le prix Breslauer-LILA d'un montant de 10 000 dollars à une œuvre bibliographique.